# Nallachius prestoni
Nallachius prestoni là một loài côn trùng trong họ Dilaridae thuộc bộ Neuroptera. Loài này được McLachlan miêu tả năm 1880.